# 佩吉時間

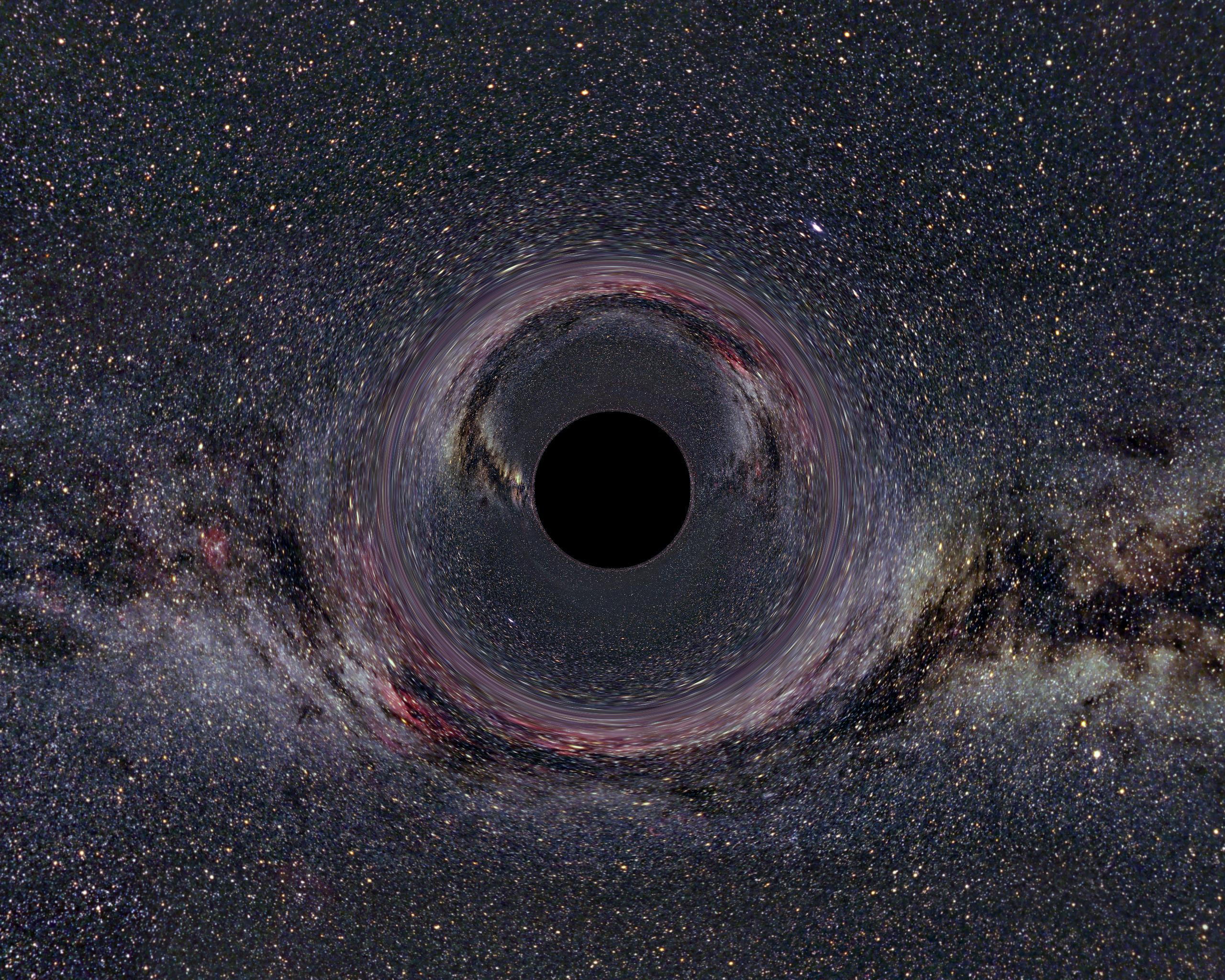
質量達太陽10倍的黑洞之電腦模擬圖

佩吉時間（英語：Page time）指的是當黑洞的熵只剩下初始值的一半，也就是當它的表面積變成只剩一半所需要花費的時間。有時它亦指黑洞輻射的熵含量開始降低的瞬間。佩吉時間是以加拿大籍理論物理學家唐·佩吉的姓氏命名的。